# نیکون اف-۶۰۱
نیکون اف-۶۰۱ (به انگلیسی: Nikon F-601) یک دوربین عکاسی ساخت شرکت نیکون است.